# ウィリアム・ギブスン
ウィリアム・フォード・ギブスン（William Ford Gibson、1948年3月17日 - ）は、アメリカ合衆国サウスカロライナ州コンウェイ出身のSF作家・随筆家。SFのサブジャンルの一つ「サイバーパンク」の代表的な作家。ブリティッシュコロンビア大学英文科卒業。カナダ在住。

## 概要

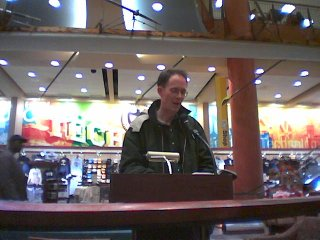
William Gibson

1970年代後半に執筆活動を始め、初期の作品は1990年代にインターネットが普及する以前の情報化時代において、テクノロジー、サイバネティックス、コンピューター・ネットワークが人間に与える影響（「ローライフとハイテクの組み合わせ」）を探求し、図像学の作成に役立つ、ノワールで近未来の物語だった。
ギブスンは1982年の短編小説『クローム襲撃』で「広く行き渡り、相互接続されたディジタル技術」を示す「サイバースペース」という用語を作り出し、その後の絶賛された1984年のデビュー長編『ニューロマンサー』でその概念を広めた。これらのギブスンの初期の作品は、1980年代にSF文学を「革新」したとみなされている。
『ニューロマンサー』のストーリーをさらに2作の小説（1986年の『カウント・ゼロ』と1988年の『モナリザ・オーヴァドライヴ』）で拡張して「電脳」三部作を完成させたのち、ギブスンはブルース・スターリングとサイエンス・フィクションのサブジャンルの一つ、スチームパンクの重要な作品となる1990年の歴史改変小説『ディファレンス・エンジン』を共作した。
1990年代、ギブスンは近未来の都市環境、脱工業化社会、晩期資本主義の社会学的発展を探求した「橋」三部作を執筆した。世紀の変わり目と9/11のできごとのあとでほぼ現代の世界を舞台にしたより現実主義的な一連の小説（2003年の『パターン・レコグニション』、2007年の『スプーク・カントリー』、2010年の Zero History）を発表した。これらの作品によってはじめて主流のベストセラーリストにも載るようになった。より最近の小説 The Peripheral（2014年）と Agency（2020年）ではテクノロジーと認識可能なサイエンス・フィクションのテーマとのより明白な関係に回帰している。
1999年、ガーディアン紙（UK）はギブスンを「おそらく過去20年間で最も重要な小説家」と表現し、シドニー・モーニング・ヘラルド（オーストラリア）は彼をサイバーパンクの「ノワール預言者」と呼んだ。ギブスンはそのキャリアを通じて、20作以上の短編小説と10作の絶賛された長編小説（1作は共著）を書き、いくつかの主要な出版物に記事を寄稿し、パフォーマンス・アーティスト、映画製作者、ミュージシャンと幅広く協力してきた。彼の作品は、学界、デザイン、映画、文学、音楽、サイバーカルチャー、テクノロジーなど、さまざまな分野に影響を与えていると言われている。

## 生い立ち

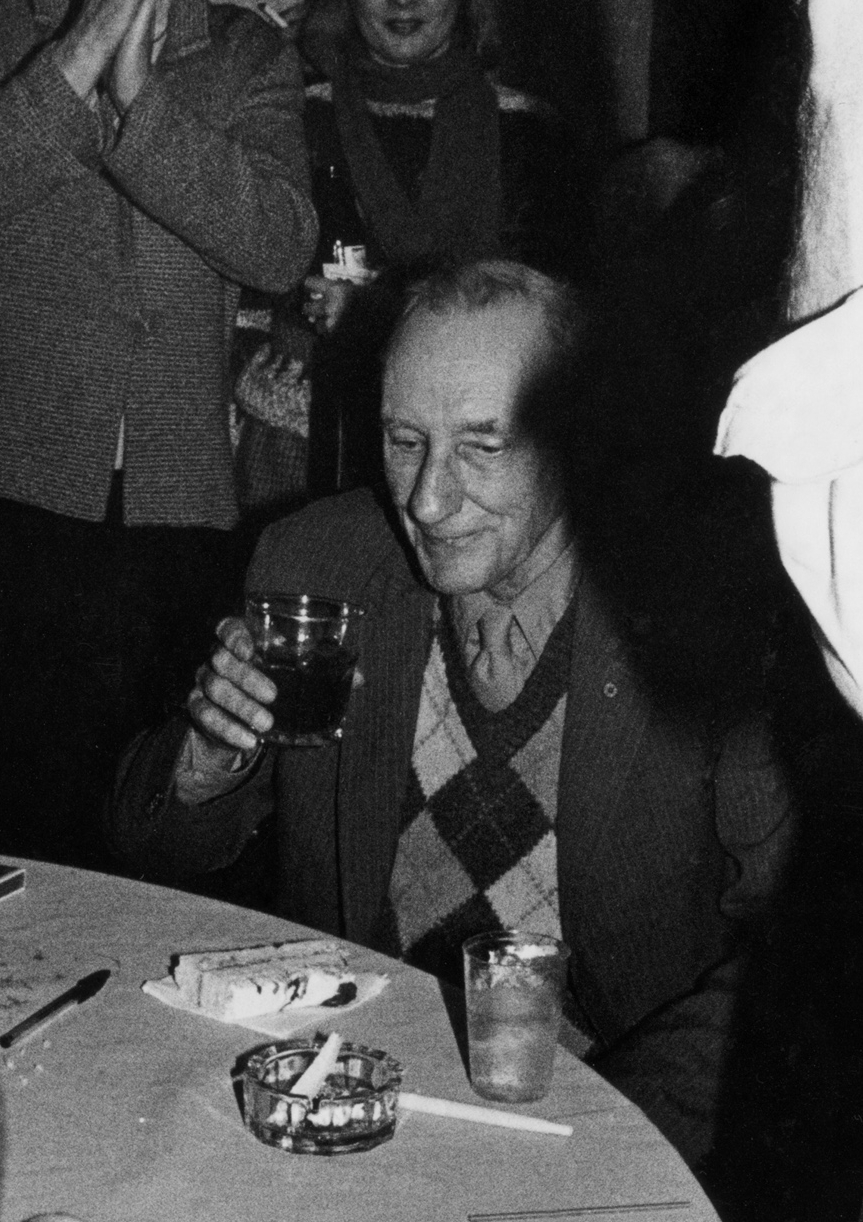
1984年の70歳の誕生日パーティーでのウィリアム・S・バロウズ。バロウズは、他のどのビート世代の作家よりも、思春期のギブスンに重要な影響を与えた。

### 子供時代、引っ越し、そして思春期
ウィリアム・フォード・ギブスンはサウスカロライナ州の沿岸の都市コンウェイで生まれ幼少期のほとんどを両親が生まれ育ったアパラチアの小さな町、バージニア州ウィズビルですごした。彼の家族は、父親が大きな建設会社の管理職として勤務していた関係で頻繁に引っ越すことになった。バージニア州ノーフォークでは、ギブスンはパインズ小学校に通学したが、教師が読書を進めなかったために両親は落胆した。ギブスンがまだ幼かったころ、パインズ小学校に通い始めて一年余りが過ぎたときに、父親が出張先のレストランで窒息死した。ウィリアムに悪い知らせを伝えることができなかった母親は、誰かほかの人物に父親の死を伝えさせた。トム・マドックスはギブスンが「アメリカでJ・G・バラードがこれまで夢に見ていたものと同じぐらい不穏でシュールなものとして育った」と述べている。
父親の死の数日後、ギブンスと母親はノーフォークからウィズビルに帰ってきた。
ギブスンはのちにウィズビルを「近代性がある程度到達していたが、深く不信感を抱いていた場所」と表現し、彼の「生まれながらの文学文化」であるSFとの関係が始まったことを、その後の突然の追放感の原因としている。12歳の時、ギブスンは「SF作家になること以上のものは何も望んでいなかった」。ギブスンはジョージ・ウィズ高校でバスケットに打ち込んだものの非生産的な年月を過ごし、主に自室でレコードを聞いたり、本を読んだりして過ごしていた。13歳の時、母親が知らないうちに、彼はビート・ジェネレーションの著作のアンソロジーを購入し、そこでアレン・ギンズバーグ、ジャック・ケルアック、ウィリアム・S・バロウズの著作に触れることになった。内気で不恰好なティーンエイジャーだったギブスンは、「非常に問題のある」モノカルチャーの中で育ち、宗教を意識的に拒否し、SFや、バロウズや、ヘンリー・ミラーなどの作家を読み漁っていた。ギブスンの学業成績の悪さに不満を感じた母親は、全寮制の学校に入れると彼を脅し、母親が驚いたことにギブスンは熱心に対応した。夫の死後もウィズビルに住んでいた当時、「慢性的に不安と憂鬱を抱えていた」母親は、南カリフォルニアの学校を選ぶ余裕がなかったので、ギブスンをツーソンの南アリゾナ少年学校にギブスンを入学させた。ギブスンは全寮制私立学校のシステムに憤慨していたが、のちに振り返って社会的に関与することを強制されたことに感謝していた。SAT (大学進学適性試験)で150点満点中の148点を獲得したが、数学では150点満点中の5点しかとれず、教師たちの落胆を誘った。

### 徴兵逃れ、亡命、カウンターカルチャー

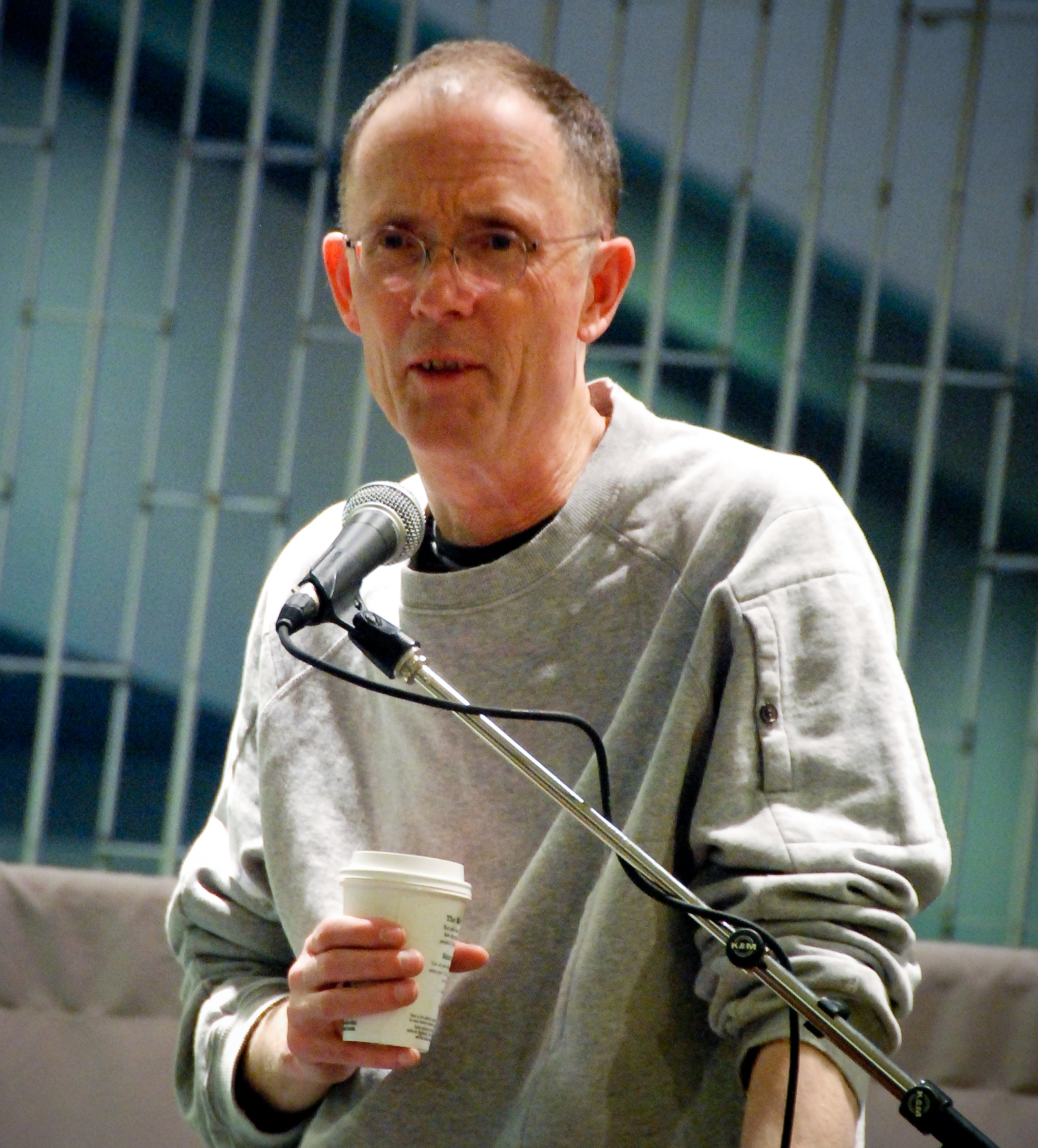
2007年、ブリティッシュコロンビア州ビクトリア で開かれた『スプーク・カントリー』 Spook Country の朗読会でのギブスン。ギブスンはバンクーバー・マガジンの依頼で都市を舞台にした1985年の短編「冬のマーケット」以来、『スプーク・カントリー』までは積極的に地元を舞台にすることを避けていた。

18歳で母親を亡くしたギブスンは、学校を中退してカリフォルニアやヨーロッパを旅したり、カウンターカルチャーに没頭したりして、長い間孤立した生活を送っていた。1967年、「ベトナム戦争の徴兵を避けるために」カナダへの移住を決意した。徴兵の聴聞会では、ギブスンは面接官に正直に、自分の人生の意図は、存在する全ての 心を変える物質を試すことにあることを伝えた。ギブスンは「文字通りに徴兵を忌避したわけではない、徴兵されても困りはしなかったから」と述べ、聴聞会のあと帰宅してからトロントへのバスのチケットを購入し、1週間か2週間後に出発した。ギブスンは2000年の伝記ドキュメンタリー No Maps for These Territories の中で自身の決断は「ヒッピーの女の子と寝たい」とか「ハシシにふけりたい」という願望よりも、良心的兵役拒否によって動機付けられたと述べている。ギブスンは2008年のインタビューで次のように述べている：

私が作家としてスタートしたとき、やってはいけないところで徴兵忌避のための功績を上げていた。
徴兵を回避するという漠然とした考えを持ってカナダにたどり着いたが、その後、私は決して徴兵されなかったので、電話をかける必要はなかった。
もし本当に徴兵されていたらどうしていたかわからない。
当時の僕は、きつく包装されていたわけではなかった。
もし誰かが徴兵されていたら、泣いて帰っていたかもしれない。
もちろん、それは嫌だっただろうけどね。
—ウィリアム・ギブスン、io9 のインタビュー、2008年6月10日
数週間の名ばかりのホームレス生活の後、ギブスンはトロント初のヘッドショップのマネージャーとして雇われた。ギブスンはこの街のアメリカ人徴兵忌避者の移民グループの臨床的うつ病、自殺、筋金入りの薬物乱用の堪え難さに気が付いた。1967年のサマー・オブ・ラブの最中にトロントのヨークビルのヒッピー・サブカルチャーについてのCBSのニュースリールに出演し、500ドル（20週間分の家賃に相当する）の支払いを受け、その後の旅の資金となった。ワシントンD.C.での「短期間の暴動に見舞われた期間」を除けば、ギブスンは1960年代の残りの期間をトロントで過ごし、そこでバンクーバー出身のデボラ・ジーン・トンプソンと出会い、後にヨーロッパへと旅立った。ギブスンは、彼らの旅はファシスト政権と有利な為替レートのヨーロッパ諸国に集中しており、ギリシャの列島や1970年のイスタンブールでの時間を含めて、彼らは「ハードカレンシーのようなものがあるところにはどこも滞在するような余裕がなかった」からだと説明している。
二人は1972年に結婚し、ブリテッシュ・コロンビア州バンクーバーに住み着き、ギブスンが最初の子供の世話をしながら、妻の教師としての給料で生活していた。1970年代、ギブスンは救世軍の中古品点で低価格の品物を仕入れて専門業者に卸すことで生計を立てていた。。仕事をするよりも、大学でよい成績を維持して手厚い学資補助を受ける方が簡単であることに気が付いたギブスンは、ブリティッシュ・コロンビア大学（UBC）に入学し、1977年に「退屈な英語の学士号」を取得した。英文学を学ぶことで、他の方法では読まなかったであろう幅位広いフィクションに接し、ポストモダン性への認識など、SF文化の中ではアクセスできないアイデアを与えてくれたとギブスンは評価している。UBCではスーザン・ウッドが教えるSFに関する最初のコースに参加し、その最後にギブスンの最初の短編小説「ホログラム薔薇のかけら」を書くように勧められた。

### 初期の執筆とサイバーパンクの進化
ファシスト文学としてのハードSF小説をテーマに修士号の取得を検討したギブスンは、卒業翌年に執筆を中断し、ある評論家の言葉を借りれば、パンク・レコードのコレクションを増やしたという。この時期、ギブスンは母校の映画史コースの3年間務めたことなどの様々な仕事についた。バンクーバーで開催された1980年か81年のSFコンヴェンションで見たものに我慢できなくなり、同じパネリストであり、パンクミュージシャンであり作家でもあるジョン・シャーリーと意気投合した。。二人はすぐに生涯の友人となった。シャーリーはギブスンに対して、初期の短編を売り、真剣に書くようにと説得した。
シャーリーを通じて、ギブスンはSF作家のブルース・スターリングやルイス・シャイナーと接触し、彼らはギブスンの作品を読んで、スターリングが言うようにそれが「画期的な素材」であり、「我々の先入観を捨てて、バンクーバーから来たこの男を拾い上げる」必要があり、「これが前に進む道である」ことに気が付いた。
ギブスンは1981年の秋にコロラド州デンバーで開催されたSFコンヴェンションでスターリングと会い、4人の聴衆に向けて最初のサイバースペースの短編小説「クローム襲撃」を朗読し、後にスターリングは「完全に理解してた」と述べている。
1982年10月、ギブスンはアルマジロコン出席のためにテキサス州オースティンを訪れ、シャーリー、スターリング、シャイナーとともに "Behind the Mirroshades: A Look at Punk SF" （ミラーシェードの向こう側：パンクSF概観）と言うパネルに登壇し、このパネルでシャイナーは「ムーブメントの感覚が固まった」と指摘している。ロックンロール、MTV、日本、ファッション、ドラッグ、政治について話し合った週末を終え、「新しい枢軸ができた」と冗談交じりに宣言し、幹部たちを残してバンクーバーに向けて出発した。スターリング、シャイナー、シャーリー、ギブスンはルーディ・ラッカーとともに急進的なサイバーパンク文学運動の中核を形成していった。

## 文学者としてのキャリア

### 初期の短編小説
ギブスンの初期の著作はサイバネティックスやサイバースペース（コンピューター・シミュレートされた現実）技術が人類に与える影響についての近未来的な物語が中心である。ハイテクなスラム街、録音や放送による刺激（のちに『ニューロマンサー』で大きく取り上げられた”疑験（シムスティム）”パッケージに発展）、そしてテクノロジーと人間性のディストピア的交錯をテーマにした作品は1977年の夏に Unearth 誌に掲載された初の短編小説「ホログラム薔薇のかけら」ですでに明らかになっている。後者のテーマへの執着は、ギブスンの友人であり、作家仲間でもあるブルース・スターリングによって、ギブスンの短編集『クローム襲撃』の紹介文の中で、「ギブスンのローライフとハイテクの古典的なワン・ツーの組み合わせ」と表現されている。
1981年初頭、ギブスンの小説は オムニ誌と Univers 11 誌に掲載され、荒涼としたフィルム・ノワールのような雰囲気を醸し出していた。ギブスンは意識的に（『ガーンズバック連続体』で表明されていた「美的な反発」を感じていた）SFの主流からできる限り距離を起き、「マイナーなカルト的人物で、より小さなバラードのような存在になること」を最高の目標としていた。スターリングが作品を配布し始めた時、彼は「人々は本当に困惑していた……つまり、人々は文字通り彼の段落を分析することができなかった……彼が発明した想像力豊かな比喩は、人々の理解を超えていた」ことを見出した。
ラリー・マカフェリーは、これらの初期の短編はギブスンの能力の閃きを見せたとコメントしているが、SF評論家のダーコ・スビンは、このジャンルの「最も遠い地平」を構成する「間違いなく（サイバーパンクの）最高の作品」であると評価している。ギブスンが物語の中で展開したテーマ、「クローム襲撃」のスプロールの設定、「記憶屋ジョニー」のモリー・ミリオンズのキャラクターは、最終的に彼の最初の長編小説である『ニューロマンサー』で最高潮に達した。

### 『ニューロマンサー』
『ニューロマンサー』はテリー・カーの依頼でデビュー長編のみを特集したエース・サイエンス・フィクション・スペシャルの第二弾として刊行された。この作品を完成させるのに1年の猶予を与えられ、ギブスンは、「四、五年先のこと」だと思っていた実際の小説全体を書かなければならないことへの「盲目の動物の恐怖」を理解した。ギブスンが小説の3分の1を書いた頃に公開された1982年の画期的なサイバーパンク映画『ブレードランナー』の最初の20分を見た後、彼は「これで（『ニューロマンサー』は）終わりだと思った。誰もが、この驚くほど見栄えの良い映画から自分の視覚的な質感を得たと思うだろう」と考えた。ギブスンはこの本の最初の3分の2を12回も書き直し、読者の注目を失うことを恐れ、出版後は「永遠に恥を書くことになる」と確信していたが、新人作家としての想像力の飛躍だった。
『ニューロマンサー』の出版はファンファーレでは迎えられなかったが、文化的な神経を刺激し、あっという間にアンダーグラウンドな口コミでヒットした。ネビュラ賞とヒューゴー賞の両方でその年の最優秀小説として、最優秀のペーパーバックオリジナル作品としてフィリップ・K・ディック賞のSFの「三冠」を初めて受賞し、最終的に全世界で650万部以上を売り上げた。
ローレンス・パーソンは、1998年に発表した「ポストサイバーパンク宣言に向けてのノート」の中で、『ニューロマンサー』を「典型的なサイバーパンク作品」と評価し、2005年にはタイム誌の「1923年以降に書かれた英語小説のベスト100」にも選出され、「（『ニューロマンサー』が）登場した当時、どれほど過激な作品であったかを語ることはできない」と評している。文芸評論家のラリー・マカフェリーは、『ニューロマンサー』に登場するマトリックスの概念を、「データが人間の意識と踊り……人間の記憶が文字化され、機械化され、多国籍の情報システムが突然変異し、繁殖し、想像を絶する美しさと複雑さを持つ、神秘的で、何よりも人間ではない、驚くべき新しい構造体へと変化していく場所」と表現している。ギブスンは後に『ニューロマンサー』の頃の自分自身について、「彼に一杯おごってあげようかな、でもお金を貸してあげようかな」とコメントし、この小説を「思春期の本」と表現している。『ニューロマンサー』の成功は、35歳のギブスンの無名からの脱却に影響を与えることになった。

### 「電脳」三部作、『ディファレンス・エンジン』、そして「橋」三部作

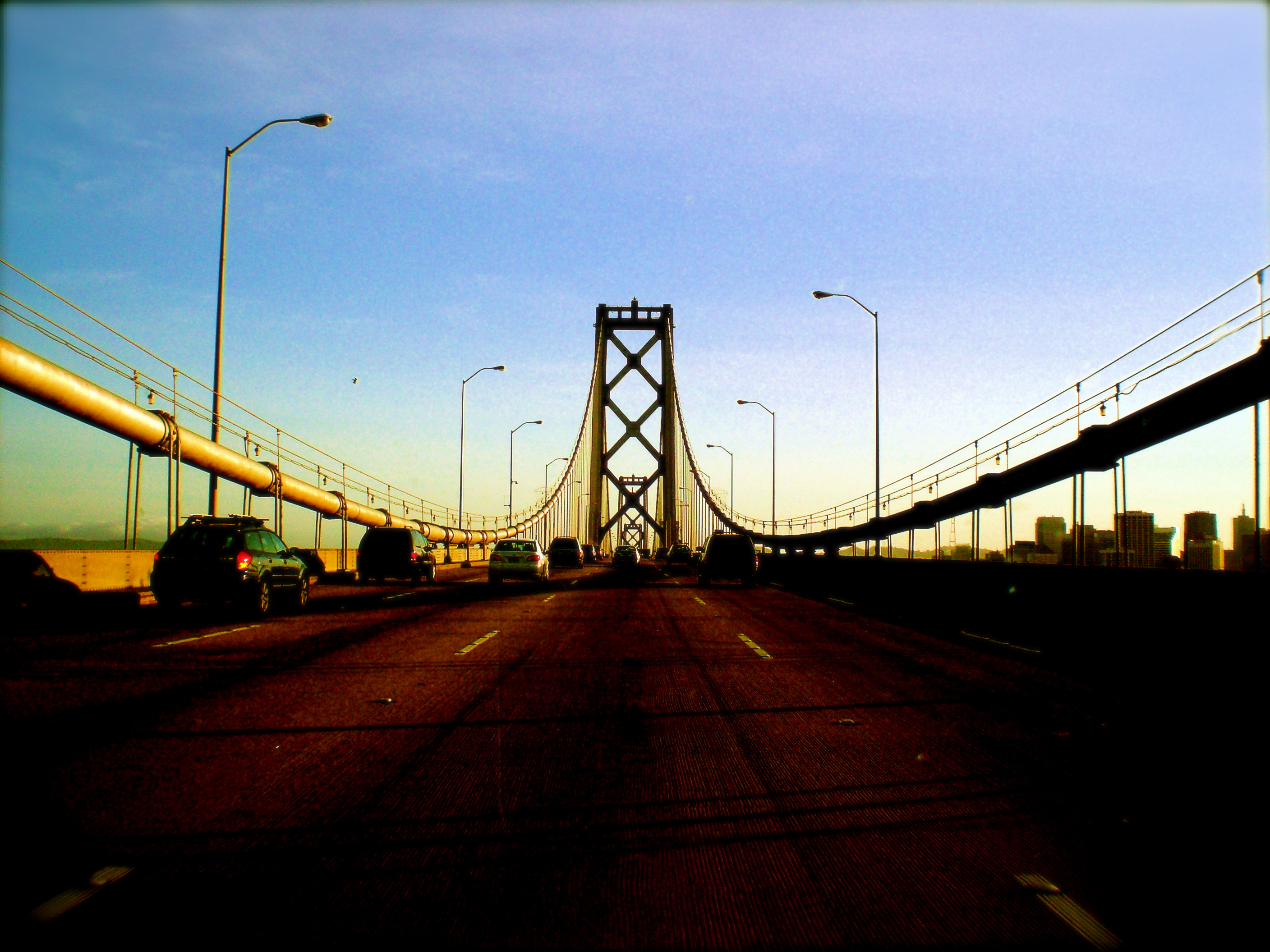
サンフランシスコ・オークランド・ベイブリッジ、ギブスンの「橋」三部作で架空の不法居住地として舞台となった

ギブスンの評価の多くはいまだに『ニューロマンサー』に基づいているが、彼の作品はコンセプト的にも、スタイル的にも進化しつづている。彼は次に The Log of the Mustang Sally と題した無関係なポストモダンなスペースオペラを書こうとしたが、ハードカバーの『カウント・ゼロ』のカバーアートについての不破のあとでアーバーハウスとの契約が守られなかった。The Log of the Mustang Sally を断念したギブスンは、代わりにラリー・マカフェリーの言葉を借りればサイバーパンク文学の「灯りを消した」作品である『モナリザ・オーヴァドライヴ』（1988年）を執筆した。これは前の2作と共同の登場人物が登場する同じ宇宙を舞台にした集大成であり、この作品で「電脳」三部作を完成させた。この3部作はギブスンの名声を確固たるものにし、2作目と3作目もネビュラ賞、ヒューゴー賞、ローカスSF賞にノミネートされた。
「電脳」三部作に続いてブルース・スターリングと共同執筆した1990年の歴史改変小説『ディファレンス・エンジン』が発表された。テクノロジーが発達したヴィクトリア朝のイギリスを舞台にしたこの小説は、著者のサイバーパンクのルーツとは一線を画すものであった。この小説は1991年のネビュラ賞 長編小説部門に、1992年にはジョン・W・キャンベル記念賞にノミネートされ、この成功がスチームパンクと言う新しい文学のジャンルに注目を集め、現在まで最も有名な作品となっている。
ギブスンの2番目のシリーズである「橋」三部作は「ダークでコミカルな都市探偵物語」である、『ヴァーチャル・ライト』（1993年）、『あいどる』（1996年）、『フューチャーマチック』（1999年）から構成されている。三部作の1作目と3作目は、近未来のサンフランシスコを舞台にしており、3作ともギブスンが繰り返す技術的、物理的、精神的な超越というテーマを、最初の三部作よりも地に足をつけた、事実に即したスタイルで探求している。Salon.comのアンドリュー・レナードは「橋」三部作では、ギブスンの悪役は「電脳」三部作の多国籍企業やタブロイドテレビや有名人のカルトといいったものに変化していると指摘している。あるレビュアーによると『ヴァーチャル・ライト』は「私企業と利益への動機が論理的な結論に至る末期の資本主義を描いている」とのことである。資本主義の自然な進化としてマスメディアに関するこの議論はシチュエーション主義の代表作『スペクタクルの社会』の冒頭のセリフである。レナードの書評では『あいどる』はギブスンの「形への回帰」と呼ばれ、評論家のスティーヴン・プールは『フューチャーマチック』がギブスンの「SFの名手から近未来の気の利いた社会学者への発展」を示したと主張している。

### ブルー・アント
『フューチャーマチック』の後、ギブスンは「ごく最近の過去のスペキュレイティヴ・フィクション」という継続的な物語を用いて、より現実的な書き方を採用し始めた。SF評論家のジョン・クルートはこのアプローチを、伝統的なSFは「一貫した【今】から続く世界では」もはや不可能であるというギブスンの認識と解釈し、「新世紀のSF」として特徴付けている。ギブスンの小説『パターン・リコグニション』（2003年）、『スプーク・カントリー』（2007年）、『ゼロ・ヒストリー』（2010年）は、同じ現代の宇宙を舞台にしており、「多かれ少なかれ我々が今生きているものと同じものであり、ギブスンの作品を初めて主流のベストセラーリストに登場させた。設定だけでなく、これらの小説には、謎のマーケティング会社『ブルー・アント』の従業員であるヒューバータス・ビッグエンドやパメラ・メインウェアリングなど、同じ登場人物が登場している。
ギブスンはツイッターでこのシリーズの小説を何と呼ぶべきか（「ビッグエンド・トリロジー？ブルー・アント・サイクル？何？」）と尋ねられたとき、「私は 『本』が好きだ。ビッグエンドの本」と答えた。しかしながら「ビッグエンド」ではなく「ブルー・アント」が標準的な呼び名となっている。後日、ギブスンは自分の三部作に名前を付けず、「人々がなんと呼ぶかを待つ」と明言しており、2016年にはツイートで 「ブルー・アント・ブックス」を使っている。
この時代に特有の現象としては PR-Otaku と Node Magazine という、それぞれ『パターン・レコグニション』と『スプーク・カントリー』に特化した、注釈付きファンサイトが独立して開設されたことである。
これらのウェブサイトはGoogleやウィキペディアのようなオンラインリソースを介して小説の参照や、ストーリーの要素を追跡し、その結果を照合して本質的に小説のハイパーテキスト版を作成した
。
評論家のジョン・サザーランドはこの現象を「文学評論が行われている方法を完全に覆す」脅威として特徴付けた
。
『パターン・レコグニション』の100ページほどを書いた時に起きた2001年9月11日の同時多発テロのあと、主人公のバックストーリーが突如不可解なものになってしまったので書き直さなければならなくなり、彼はこのことを「これまでに小説を書いてきた中で、もっとも奇妙な経験」と呼んだ。この事件を歴史の結節点であり、「文化の外での経験」であり、「ある意味では……21世紀の真の始まり」であると考えている。ギブスンはこの襲撃事件を自身の執筆に役立てた最初の小説家の一人として知られている。911以降のアメリカにおける文化の変化についての考察は、部族主義の復活や「社会の幼児化」など、ギブスンの作品の主要なテーマとなった。それにも関わらず、彼の著作の焦点は「パラノイアとテクノロジーの交差点にある」ことに変わりはない。

### ジャックポット・ブックス
ギブスンの新しいシリーズの小説の第一弾 The Peripheral が2014年10月28日に出版された。2013年4月19日にニューヨーク公立図書館でのイベントに出演し、この小説について簡単に説明し、"The Gone Hpatics" と題された第1章からの抜粋を朗読した。物語の舞台は30年ほど先の未来と、さらに先の未来の2つの時代である。
続編の Agency は当初発表されていた2018年12月の出版予定から遅れて、2020年1月21日に出版された。ギブスンはニューヨー誌の記事で、トランプ氏の当選とケンブリッジ・アナリティカをめぐる論争の両方が文章の再考と修正の原因になったと述べている。
2020年7月17日、ギブスンは「3作目で最終巻の仮タイトル：Jackpot」とツイートした。

### グラフィック・ノベル
2017年、The Peripheral と Agency の間に、ギブスンのコミック／グラフィック・ノベルの Archangel が出版された。Archangel と The Peripheral のどちらにも（ある種の）タイムトラベルを含んでいるが、ギブスンは二つの作品が関連していないことを明らかにしている：「二つは【同じ世界】ではない。スプリッターとトランスコンテュニアル・バーチャリティは別のメカニズム（プロットのメカニズムも異なる）だ。」 この翌年、ダークホースコミックスはジョニー・クリスマスによるギブスンの『エイリアン3』の脚本のコミック化作品を5部に分けて出版を開始し、2019年にハードカバーのコレクションとして出版した。

## コラボレーション、適応、雑学

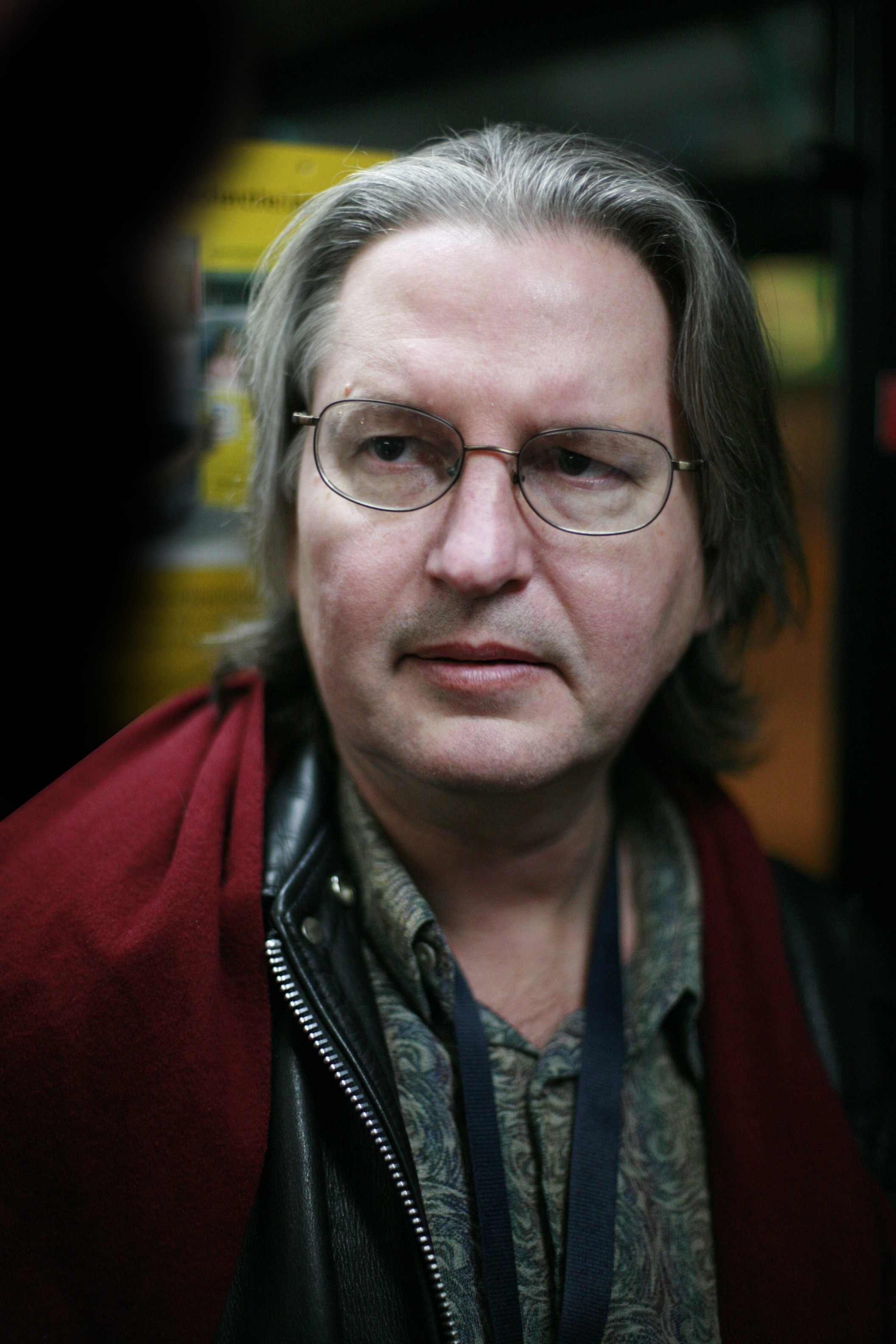
ブルース・スターリング、ギブスンとの共著で短編小説「赤い星、冬の軌道」（1983年）、スチームパンク小説『ディファレンス・エンジン』（1990年）がある。

### 文学でのコラボレーション
のちに短編集『クローム襲撃』に収録された短編の中には、他の作家との共著で書かれた作品が3編ある：ジョン・シャーリーとの「ふさわしい連中」（1981年）、スターリングとの「赤い星、冬の軌道」（1983年）、そしてマイクル・スワンウィックとの「ドッグファイト」（1985年）である。ギブスンは以前にシャーリーの1980年の小説 City Come A-walkin' の序文を書いており、二人のコラボレーションはシャーリーの短編集 Heatseeker （1989年）の序文でも続いている。シャーリーは自身が数本の脚本を担当していたテレブドラマ『マックス・ヘッドルーム』向けに執筆するようにギブスンを説得したが、テレビネットワークは番組を打ち切った。
ギブスンとスターリングは1990年に短編小説 ”The Aangle of Goliad" で再び共作し、すぐに長編歴史改変小説『ディファレンス・エンジン』（1990年）へと発展させた。二人はその後、1993年に米国科学アカデミーで開催された「技術と教育に関する会議（「アル・ゴアの人々」）での共同公演で、「公の場で夢を見るように招かれ」（ギブスン）、ディジタル・デバイドに反対し、教育がインターネット上で行われるように、すべての学校をオンライン化することを提案して「みんなを驚かせた」。2007年のインタビューでギブスンは、スターリングには「第二の再帰的科学小説のアイデアがあり、それは素晴らしいアイデアだった」と明らかにしているが、その時点でギブスンは創造的に自由ではなかったためにこのコラボレーションを追求することができなかったと述べている。
1993年、ギブスンはイエロー・マジック・オーケストラのアルバム『テクノドン』にゲストボーカリストとして参加し、デボラ・ハリーの『デブラヴェーション』収録の "Dog Star girl" に詩を提供している。

### 映画化・脚本・出演
ギブスンが脚本家としての仕事を依頼されたのは、映画プロデューサーがタイのリゾート地のビーチで水浸しの『Neuromancer』のコピーを発見したのがきっかけだった。映画の脚本を書こうとした彼の初期の努力は、完成品には至らず、「クローム襲撃」（キャスリン・ビグローが監督する予定だった）と "Neuro-Hotel" は、映画化を試みたものの実現しなかった。1980年代後半には『エイリアン3』の初期バージョン（後に彼は「タルコフスキー的」と特徴づけた）を書いたが、そのうちのほとんどの要素は最終版では残っていない。2018年から2019年にダークホースコミックスがギブスンのエイリアン3の脚本の5つの部分からなる脚色版をリリースし、ジョニー・クリスマスがイラストと脚色を担当した。2019年にAudibleがギブスンの脚本のオーディオドラマをリリースし、ダーク・マグスが脚色し、マイケル・ビーンとランス・ヘンリクセンがそれぞれの役を再演している。
ギブスンの初期の映画産業との関わりは、ハリウッドの超大作システムの枠組みをはるかに超えていた。ある時点で、アメリカのプロデューサーがソビエトのロックミュージシャンのヴィクトル・ツォイを主演に据えたソビエト＝アメリカ合作に興味を示したことをきっかけに、彼はカザフの映画監督ラシード・ムグマノフと共同で脚本を書いた。小説の執筆に追われていたにも関わらず、ギブスンは「ある種の横道にそれた未来のレニングラードを舞台にした、儀式的な暴力団の構想」という「素晴らしく奇妙なプロジェクト」を断念したくなく、自分の代理としてジャック・ウォマックをロシアに派遣した。ウォーマックのロシアでの経験は、映画を製作だけではなく（この見通しは、ツォイの交通事故死で中止となった）、最終的には彼の小説 Let's Put the Future Behind Us で最高潮に達し、ギブスンの『パターン・レコグニション』のロシア語の内容の多くに影響を与えた。同じような運命は、1993年に九龍城砦が取り壊されるまでで九龍での撮影を計画していた ギブスンと日本の映画監督の石井聰亙とのコラボレーションにも降りかかった。

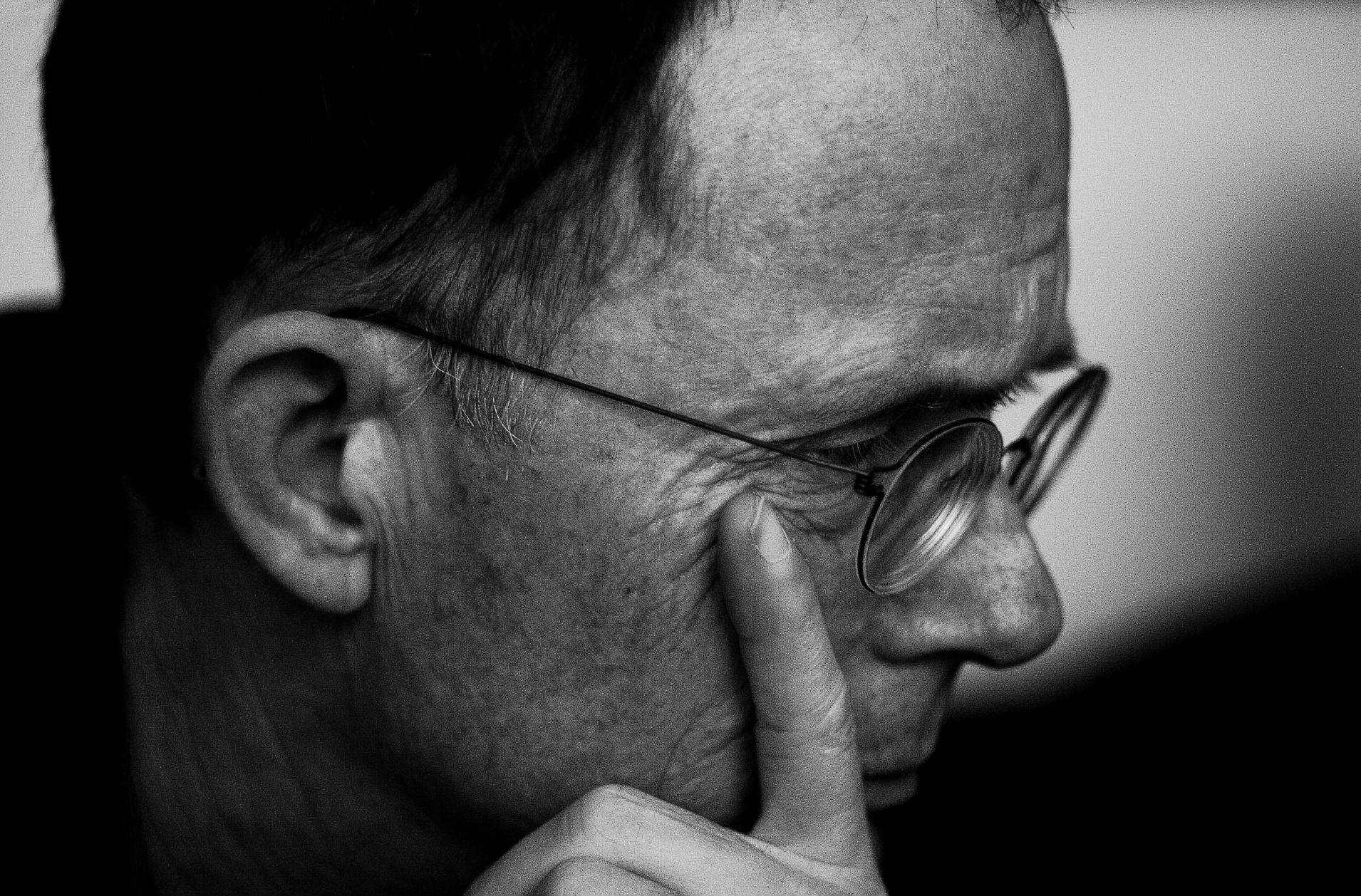
短編や長編の小説以外にも、ギブスンはいくつかの映画やテレビドラマの脚本を書いている。

ギブスンのフィクションの翻案は限られた成功へと頻繁に選択され、提案されてきた。「電脳」三部作の世界を舞台にした2編の短編が映画向けに大まかに翻案されている：「記憶屋ジョニー」はギブスンが脚本を書き、キアヌ・リーブス、ドルフ・ラングレン、北野武が出演で1995年に映画化され、「ニュー・ローズ・ホテル」はクリストファー・ウォーケン、ウィレム・デフォー、アーシア・アルジェントが出演して1998年に映画化された。前者は本として史上初めて映画とCD-ROMのインタラクティブ・ビデオ・ゲームとして発売れた。2013年の時点で、ヴィンチェンゾ・ナタリ監督は数年の企画地獄を経てもなお、『ニューロマンサー』をスクリーンに登場させることを望んでいた。『カウント・ゼロ』は一時、マイケル・マン監督を起用して The Zen Differential として開発が進んでおり、「電脳」三部作の3作目となる『モナリザ・オーヴァドライヴ』もオプション化され、購入が決定している。『あいどる』のアニメ化は2006年に開発中と発表され、『パターン・レコグニション』はピーター・ウィアー監督で開発が進められていたが、ギブスンによると、ウィアーはすでにプロジェクトに関わっていないという。2015年のロッテルダム国際映画祭ではギブスンの短編小説「ドッグファイト」をBAFTA賞受賞作家で監督のサイモン・パンメルが映画化した作品が発表された。ギブスンとマイクル・スワンウィックが共同執筆し、1985年にオムニ誌に発表されたこの短編は、ホット・プロパティ・フィルムのイギリス人プロデューサー、ジャニン・マーモットによって開発が進められている。
テレビはギブスンがコラボレートしたもう一つの領域であり、友人のトム・マドックスと共に『X-ファイル』のエピソード「キル スウィッチ」（EN: "Kill Switch" ）と「ファースト・パーソン・シューター」（EN: "First Person Shooter"）の脚本を執筆し、アメリカでは1998年と2000年に20世紀フォックステレビジョンで放映された。1998年にギブスンはスピンオフ出版物 Art of the X-Files を紹介するのに貢献した。ギブスンはテレビのミニシリーズ Wild Palms に、クリエエイターのブルース・ワグナーの要望でカメオ出演した。映画監督のオリバー・ストーンはシリーズ製作のためにギブスンの小説からいろいろと借用しており、シリーズ打ち切りのあとでギブスンは「ホログラムの行き先」という記事を Wild Palms Reader に寄稿した。ギブスンは2002年に別の演技の仕事を受け、ダグラス・クープランドとともに短編映画 Mon Amour Mon Parapluie で哲学者を演じた。フィクション作品への出演とは別に、ギブスンはマーク・ニールによる伝記ドキュメンタリー映画 No Maps for These Territories の焦点だった。この映画はギブスンが北米横断ドライブをしながら自身の人生、文学のキャリア、文化的解釈のさまざまな側面について語る姿を追っている。映画にはジャック・ウォマックとブルース・スターリングへのインタビューと、ボノとジ・エッジによる『ニューロマンサー』の朗読も取り上げられている。
カナダを拠点とするアニメーションスタジオの Last Studo Standing Inc. は2016年に短編「辺境」の映像化権を取得し、劇場用の短編映画と、テレビシリーズの両方を製作すると発表した。アダルト向けおよびSFベースのアニメーションを専門とするスタジオは、2018年のリリースを予定していた。
2018年の4月、Amazon.com はギブスンの長編小説 The Peripheral をもとにしたシリーズを企画し、2022年10月に「ペリフェラル ～接続された未来～」として配信開始された。

### 展示会、詩、パフォーマンス

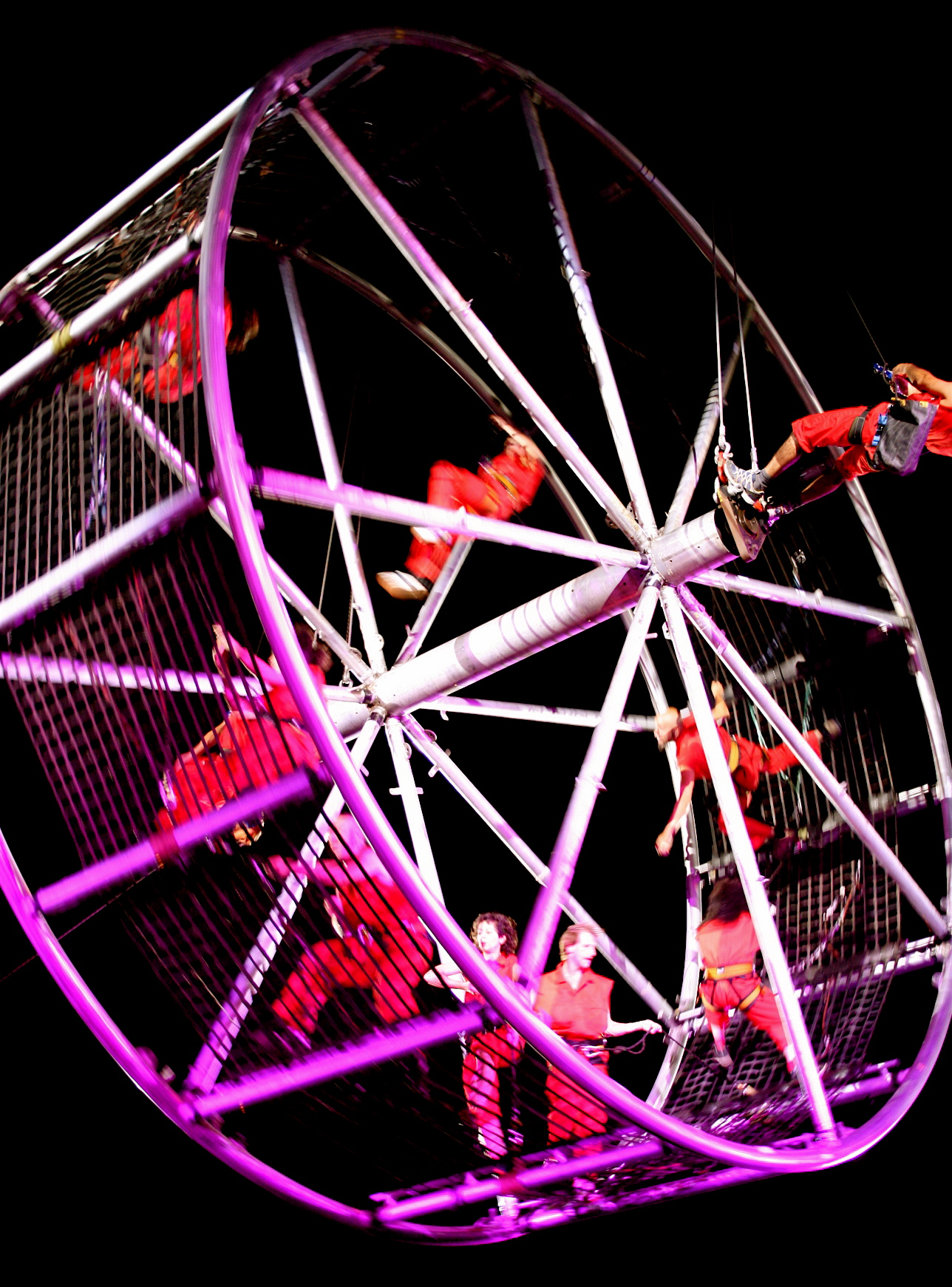
ギブスンは演劇集団ラ・フラ・デルス・バウスなどのパフォーマンスアーティストとしばしばコラボレーションしており、写真は2007年5月のシンガポール芸術祭でのパフォーマンス

ギブスンは数多くのパフォーマンスアートと一体化されたテキストを提供してきた。1989年10月、ギブスンは彫刻家で、後に映画『JM』を監督するロバート・ロンゴのとのコラボレーションのために、Dream Jumbo: Working the Absolutes （ドリーム・ジャンボ：絶対的な働き）というタイトルのテキストを書き、これはカリフォルニア大学ロサンゼルス校のロイス・ホールに展示されていた。3年後、バルセロナで開催された Art Futura '92 での、ピーター・ガブリエルの音楽と共にカール・シムズ、レベッカ・アレン、マーク・ペリントンの映像を使用した演劇集団ラ・フラ・デルス・バウス出演のパフォーマンス・ショー "Memory Palace" のためにオリジナルのテキストを提供した。後にスティーヴ・ピカリングとチャーリー・シャーマンが脚色した『クローム襲撃』のシカゴ公演でドラマトゥルクと”電脳小道具”のデザインを担当したチャーリー・アタナスとギブスンが出会ったもArt Futura '92だった。ギブスンの最新の貢献は1997年にバンクーバーを拠点とするコンテンポラリー・ダンスカンパニーのHoly Body Tattooと、ギブスンの友人であり、後のWebマスターのクリストファー・ハルクロウとのコラボレーションだった。
1990年、ギブスンは6月14日から8月26日までサンフランシスコ近代美術館で開かれた展示会 "Visionary San Francisco" に貢献した。サンフランシスコ・オークランド・ベイブリッジが閉鎖されてホームレスに乗っ取られた、衰退したサンフランシスコを舞台にした短編小説「スキナーの部屋」を書いたが、この設定は「橋」三部作で詳しく語られている。この作品は、老朽化した都市と、その崩壊しつつある橋の上にある、ハイテクのソーラーパワータワーに富裕層が住むサンフランシスコを構想した建築家のミン・ファンとクレイグ・ホジェッツによる展示に影響を与えた。建築家の展示では、モニターにギブスンが登場し、未来について話し合い、「スキナーの部屋」からの引用を読み上げた。ニューヨーク・タイムズ紙はこの展示会をギブスンの貢献に対するミンとホジェットの反応を「強力だが悲しい、そして少なからず皮肉な仕事」と呼んでいるにもかかわらず、「過去10年間に国内の美術館が立ち上げた建築と都市の領域に取り組む、最も野心的で称賛に値する取り組みの1つ」と称賛した。この短編の少し異なるバージョンが一年後にオムニ誌に掲載された。

### 暗号
ギブスンの特に好評を博した作品は、芸術家のデニス・アッシュボウおよび出版人のケヴィン・ベゴス・ジュニアとのコラボレーション・プロジェクトに貢献した、300行の半ば自伝的な電子的な詩である Agrippa (a book of the dead) （「アグリッパ（死者の本）」、1992年）である。ギブスンのテキストは、記憶の希薄な性質に焦点をあてており（タイトルは写真アルバムを示している）、元々はアッシュボウによるエッチングを含む、彼の本の裏表紙に埋め込まれて3.5インチフロッピーディスクに掲載されていた（一度本が開かれて光に曝されると消えてしまうことを意図していたが、そのようにはならなかった）。ギブスンはアッシュボウのデザインには「最終的には、テキストを1回だけ表示して、それ自体を食べることを目的とした、おそらく自分で自分を食べてしまうフロッピーディスクが含まれていた」とコメントしている。多くのカラフルなレポートとは反対に、ディスケットが本当に「ハッキング」されることはなかったが、その代わりに詩は1992年12月にマンハッタンで上映されたビデオテープから手動で書き写され、翌日にはMindVoxの掲示板で公開されたが、これがインターネットで広く流通しているテキストである。
1992年の公開以来、Agrippa の謎は20年間隠されていた。多くの人がコードをハッキングしてプログラムを解読しようとし、コンパイル前のソースコードは失われて久しかった。"The Agrippa Files" のアラン・リウと彼のチームは、Agrippaのコードを解読するためのツールとリソースを備えた大規模なWebサイトを構築した。メリーランド人文科学技術研究所のマシュー・キルシェンバウムとディジタル・フォレンジック・ラボ、プログラムがどのように機能するかを理解するために暗号学者の助けを求めてトロント大学の暗号学の学生のクイン・デュポンと協力して、賞金と引き換えに詩の意図的なスクランブルを解読するために参加者を募った "Cracking the Agrippa Code: The Challenge" を立ち上げた。コードは2012年7月下旬に、ロバート・チャオによって解読された
。

### エッセイと短編ノンフィクション
ギブスンは新聞や雑誌にノンフィクション記事の散発的な寄稿者である。時折、Wired誌に長編記事を寄稿したり、ニューヨーク・タイムス紙に論説記事を寄稿したりしており、オブザーバー紙、Addicted to Noise、ニューヨーク・タイムズ・マガジン、ローリング・ストーン誌、Details にも執筆している。ノンフィクションでの最初の主要な作品は、シンガポールという都市国家に関する記事「死刑のディズニーランド」で、Wiredはシンガポールから追放される結果となり、強烈な批判的な反響を呼んだ。ギブスンは2003年1月からブログを書き始め、『パターン・レコグニション』に対する彼の反応を覗き見するような洞察を提供していたが、創作プロセスに悪影響を与えるかもしれないという懸念から、同年9月にブログを休止した。

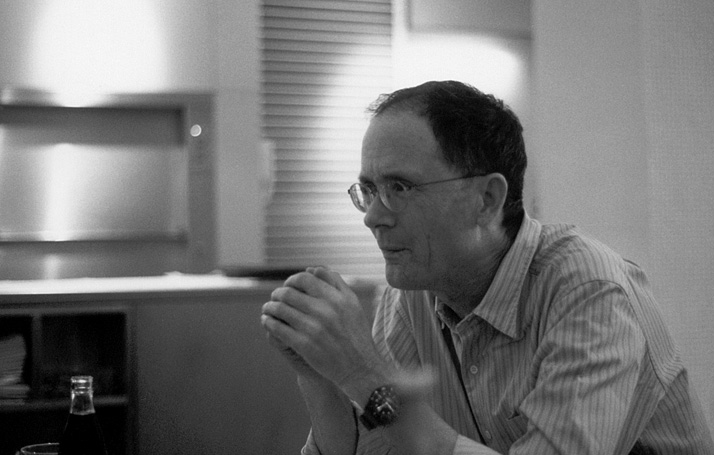
2007年9月、ロンドンのブルームズベリーでのウィリアム・ギブスン。彼の小説は晩期資本主義、脱工業化社会、情報化社会の前兆を特徴付けたことで評論家から賞賛されている。

ギブスンは2004年10月にブログを再開し、『スプーク・カントリー』を執筆している間と、回数は少ないが『ゼロ・ヒストリー』を執筆している間に、小説からの短い連続性のない抜粋を、頻繁にブログに投稿していた。
ギブスンが "GreatDismal" というペンネームでTwitter上で多作のマイクロブログを始めた後に、2009年7月までにブログは廃止された。2012年、ギブスンは自身のノンフィクション作品集 Distrust That Particular Flavor を出版した。

## 影響力と認識
ギブスンの散文は多くの学者によって分析されており、その中には2011年に出版された専門書 William Gibson: A Literary Companion もある。ギブスンは、1999年にガーディアン紙のスティーヴン・プールから「過去20年間で最も重要な小説家」と評された影響力のある作家であり、デビュー長編『ニューロマンサー』で、初めて評論家の間で評価された。この小説は3つの主要なSF賞（ネビュラ賞、フィリップ・K・ディック賞、ヒューゴー賞）を受賞し、Mail & Guardian紙では「ゴンクール賞、ブッカー賞、ピューリッツァー賞を同じ年に受賞したSF作家の版」と評される前代未聞の快挙を成し遂げた。『ニューロマンサー』は「1980年代後半の生活の喚起」として、SF以外では前代未聞の批評家や人気者の注目を集めたが、オブザーバー紙は「ニューヨーク・タイムズ紙がこの小説に言及するのに10年もかかった」と指摘している。
ギブスンの作品はローラ・ミラーの言葉を借りれば、「読者は、幻想的で、しばしば完全に偏執的なシナリオの中に、現代生活の驚くほど予言的な反映を見つけた」というように、SFファンに限らず、国際的に注目されている。この作品はしばしは評論家によって脱工業化主義の文脈の中に位置付けられ、学者のデヴィッド・ブルンデによれば「既存の大規模なテクノ社会関係の鏡」の構築物であり、ポストモダンの消費文化の物語版であるという。晩期資本主義の描写と、「テクノロジーによって新たに問題化された主観性、人間の意識、行動の書き換え」について、評論家から賞賛されている。タティアーニ・ラパヅィコウ（Tatiani Rapatzikou）は The Literary Encyclopedia にギブスンを、「北米で最も高く評価されているSF作家の一人」と書いている。

### 文化的意義
ギブスンは初期の短編小説において、当時広く「取るに足らない」と考えられていたSFというジャンルを効果的に「刷新」し、 ポストモダン的な美学によってSF研究の新たな視点の発展に影響を与えたと、ラパヅィコウは The Literary Encyclopedia の中で評価している。映像作家のマリアンヌ・トレンチの言葉を借りれば、ギブスンのビジョンは「現実世界に火花を散らす」、「人々の考え方や話し方を決定づけた」と、SF文学では前例のないほどのものであった。1984年に出版された『ニューロマンサー』は文化的な神経を刺激し、ラリー・マキャフリーはギブスンを「ムーブメント全体を独創的で才能あると思わせる唯一の作家」として、事実上サイバーパンク・ムーブメントを立ち上げたと称賛している。サイバーパンクやスチームパンク小説での中心的な重要性はさておき、ギブスンの架空の作品は宇宙史家のドウェイン・A・デイによって、宇宙を舞台にしたSF（または「ソーラーSF」）の最高の例のいくつかとして歓迎されており、「おそらく、単なる逃避主義を超えて真に示唆に富む唯一の作品」とされている。

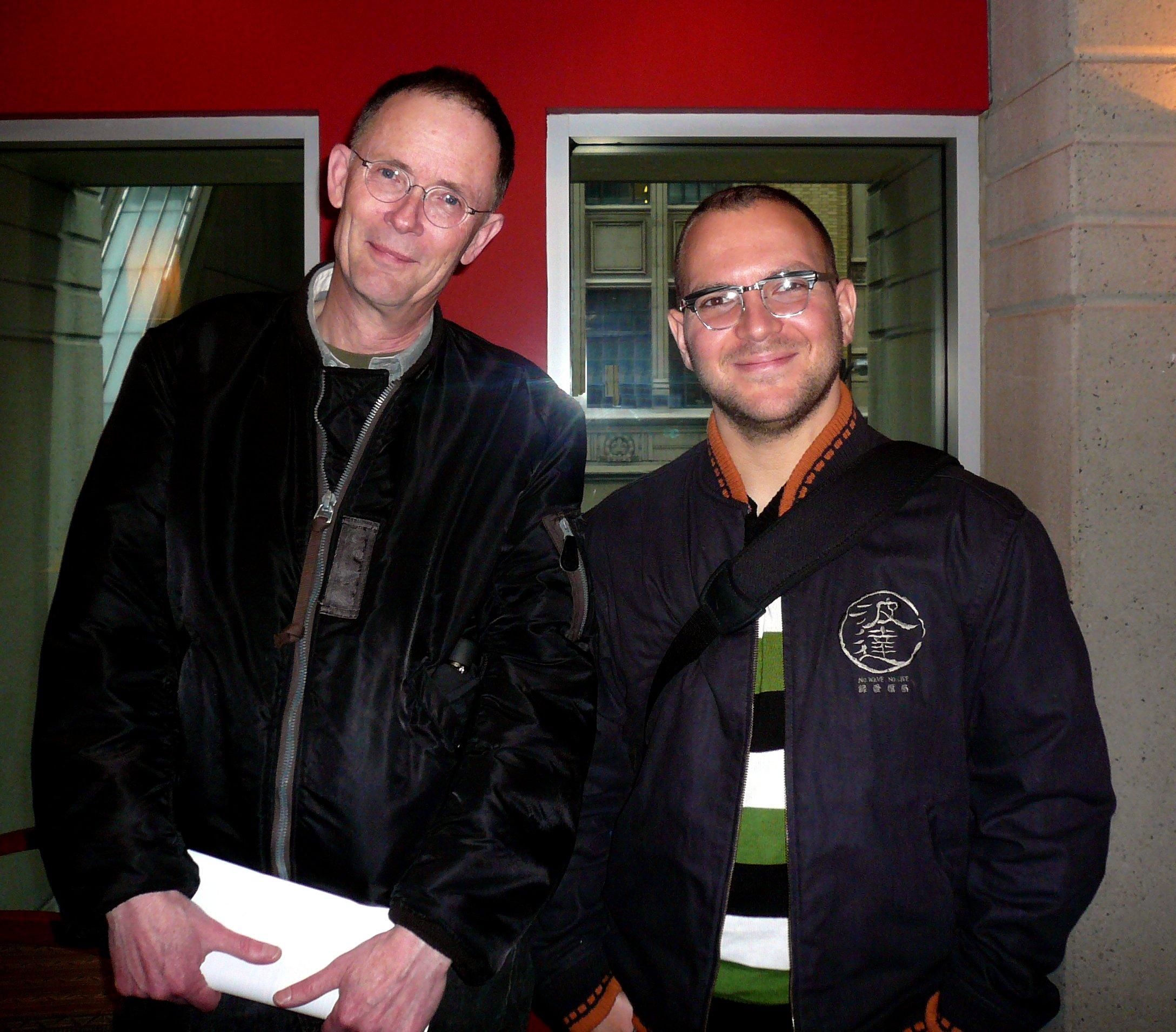
ギブスン（左）はサイバーパンクや、『スピーク・カントリー』の執筆中に技術的なアドバイスを受けたコリイ・ドクトロウ（右）などのポストサイバーパンク作家に影響を与えた。

オブザーバー紙によれば、ギブスンの初期の小説は「一種のロードマップとして、新興のスラッカーおよびハッカー文化世代に受け入れられた」。彼の小説を通して「サイバースペース」、「ネットサーフィン」、「侵入対抗電子機器」、「ジャック・イン」、「神経インプラント」などの用語がネット意識、仮想のやり取りおよび「ザ・マトリックス」などの概念と同様に一般的に使われるようになった。「クローム襲撃」でギブスンはコンピューター・ネットワークの「大規模な合意による幻覚」を指す「サイバースペース」という用語を作り出した。『ニューロマンサー』での使用を通じて、この用語は1990年代にWorld Wide Webの事実上の用語になるほどの認識を得た。芸術家のダイク・ブレアはギブスンの「簡潔で説明的なフレーズはエンジニアリングではなく、テクノロジーを取り巻くムードを捉えている」とコメントしている。
ギブスンの作品は何組かの人気ミュージシャンに影響を与え、彼のフィクションはスチュアート・ハム、ビリー・アイドル、ウォーレン・ジヴォン、デルトロン3030、ストレイライト・ラン（このバンド名は『ニューロマンサー』に由来する）、ソニック・ユースらに参照されている。U2のアルバム『ZOOROPA』は『ニューロマンサー』から非常に影響を受けており、ある時、バンドのコンサートツアーで『ニューロマンサー』の文章をスクロール表示することを計画していたが、最終的には実現しなかった。しかしながら、U2のメンバーは『ニューロマンサー』のオーディオブックにバックグラウンドミュージックを提供し、ギブスンの伝記ドキュメンタリー No Maps for These Territories にも出演した。ギブスンは2005年にWIRED誌にバンドのヴァーティゴ・ツアーの記事を書いて恩返しした。バンド en:ZeromanceZeromancer は『ニューロマンサー』からバンド名をとっている。
映画『マトリックス』（1999年）は、電脳三部作のタイトル、キャラクター、ストーリー要素からインスピレーションを得ている。『マトリックス』のネオとトリニティーのキャラクターはボビー・ニューマーク（『カウント・ゼロ』）とモリー（「記憶屋ジョニー」、『ニューロマンサー』）に似ている。ギブスンの『カウント・ゼロ』の主人公であるターナーのように、マトリックスのキャラクターは（それぞれヘリコプターを飛ばし、「カンフーを知る」ために）指示を頭に直接ダウンロードし、『ニューロマンサー』と『マトリックス』のどちらにも、人間による制御から自分自身を解放しようとする人工知能が登場する。評論家は、『ニューロマンサー』と映画の撮影技法およびトーンとの間に著しい類似点があることを認めている。ギブスンは、はじめは映画を見ることを避けていたにもかかわらず、後に「間違いなく究極の『サイバーパンク』アーティファクト」と表現した。2008年にギブスンはサイモンフレイザー大学とコースタル・カロライナ大学から名誉博士号を授与された。同年、彼は親友であり協力者でもあるジャック・ウォマックをプレゼンターとして、サイエンスフィクションの殿堂入りを果たした。

### 先見の明の影響と予知
『ニューロマンサー』の中で、ギブスンは1970年代のコンピュータネットワークから1980年代初頭に初期のインターネットが形成されてから2年後に視覚化されたインターネットを示すために最初に「マトリックス」という用語を使用した。ギブスンはそれによってWorld Wide Webの起源の何年も前に世界的な通信ネットワークを想像していたが、関連する概念はそれ以前にもSF作家を含む他の人によって想像されていた。「クローム襲撃」を書いたとき、ギブスンは「自動車の遍在が物事を変えたのと同じように、[インターネット]が物事を変えるだろうという予感を持っていた」。1995年に、ギブスンインターネットの出現、進化、成長を「今世紀で最も魅力的で前例のない人間の業績の1つ」と特定し、これは重要性の点で、都市の誕生と同等の新しい種類の文明であり、そして2000年にそれが国民国家の死につながるだろうと予測した。

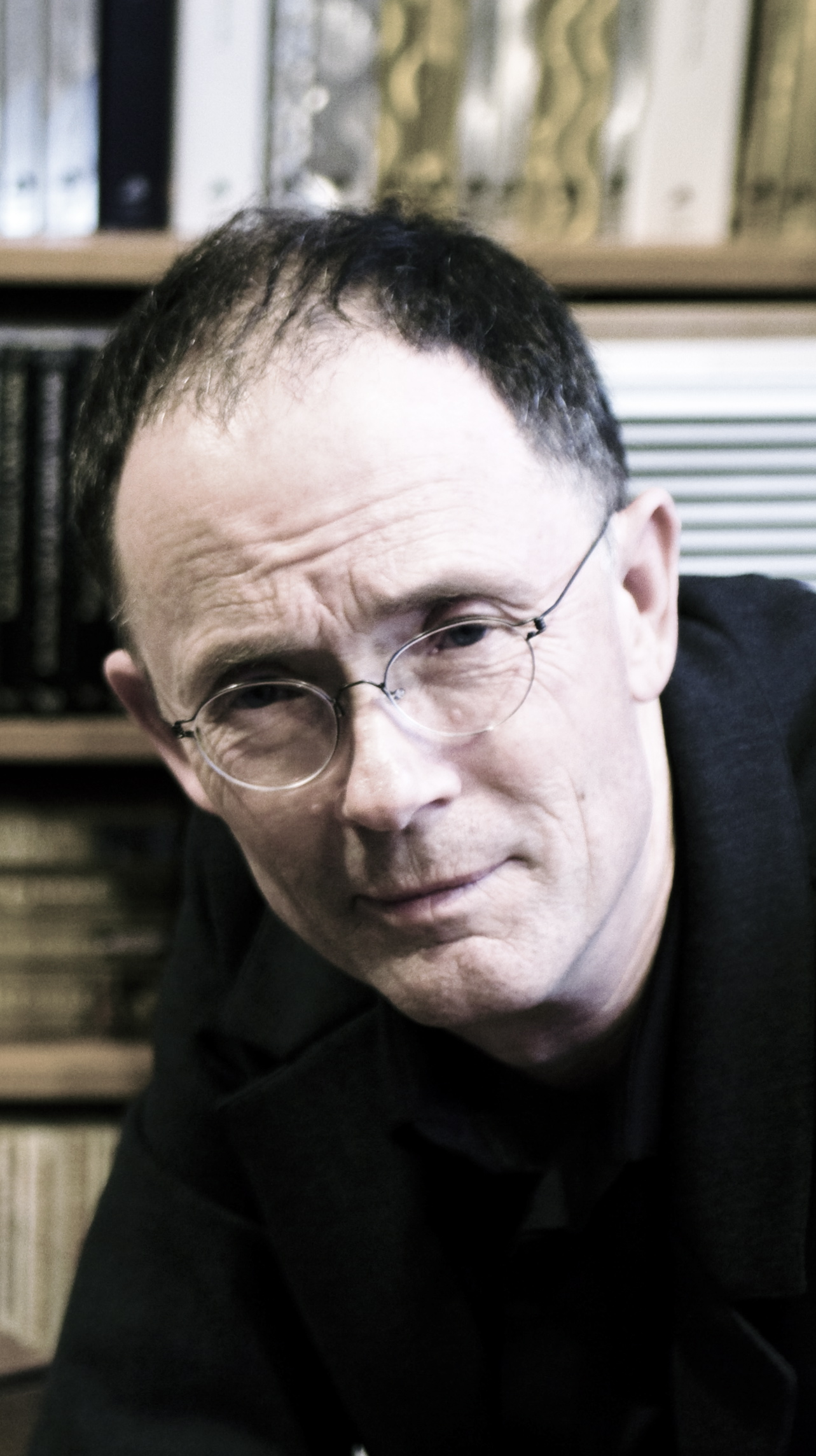
ギブスンはテクノロジー、デザイン、都市社会学およびサイバーカルチャーに対する、先見の明のある影響と予測的な調整で知られている。2008年3月14日にフランスのパリのScylla書店で撮影された画像。

観測筋はギブスンはインターネットが主流に受け入れられるずっと前に、情報化時代の図像を作成したことで広く知られていることから、Webの開発に対するギブスンの影響は予測を超えたと主張している。ギブスンは『ニューロマンサー』で「自作自演」の概念を紹介し、バーチャルセックスの現象を（参加型ではなく概念的に）発明したと信じられている。デスクトップ環境のデジタルアートの初期のパイオニアへの彼の影響は認められており、パーソンズ美術大学から名誉博士号を授与されている。スティーブン・プールは「電脳」三部作の執筆において、ギブスンが「ビデオゲームとWebにおける仮想環境の爆発的な現実世界の成長のための概念的基盤」を築いたと主張している。2000年の『ニューロマンサー』の再発行のあとがきで、著者仲間であるジャック・ウォマックは、1984年に『ニューロマンサー』が出版された後、ギブスンのサイバースペースのビジョンがインターネット（特にWeb）の発展に影響を与えた可能性があることを示唆し、「それを書き留めるという行為が実際にそれをもたらしたのなら？」と問いかけている。
ギブスン研究者のタティアーニ・G・ラパヅィコウは、Gothic Motifs in the Fiction of William Gibson の中でサイバースペースの概念の起源について次のようにコメントしている：
端末イメージの独特の表現によって生成され、サイバースペース・マトリックスの生成で提示されたギブスンのビジョンは、10代の若者がアーケードゲームで遊んでいるのを見たときに思い浮かんだ。彼らの姿勢の肉体的な強さと、これらのゲームによって投影された端末空間の現実的な解釈（画面の後に実際の空間があるように）は、それ自体の表現による現実の操作を明らかにした
。
ギブスンは、自身の「電脳」および「橋」三部作によって、都市の社会構造の概念について情報化時代の前兆を探求した、数少ない観測者の一人とみなされている。とは言うものの、ギブスンのビジョンに対するすべての反応が肯定的と言うわけではなく、バーチャルリアリティの先駆者であるマーク・ペシはギブスンの多大な影響と、ハッカーコミュニティの方向性にこれほど雄弁かつ感情的な影響を他にいないことを認めつつも、「暴力と非実体化の思春期のファンタジーとしてこれらを退けた。『パターン・レコグニション』のプロットは、インターネット上のさまざまな場所に匿名で投稿された映画の断片を中心に展開する。小説の登場人物は、2006年のロンリーガールフィフティーン現象を予想して、いくつかのWebサイトで映画製作者のアイデンティティ、動機、方法、インプイレーションについて推測しているしかしながら、ギブスンは後にロンリーガールフィフティーンの製作者たちが自作に影響されたという考え方を否定している。ギブスンが予想するもう1つの現象は、COPSの風刺的な外挿バージョンを特徴とする『ヴァーチャル・ライト』のようなリアリティ番組の台頭である。
1988年にとあるインタビュワーがギブスンの著作の中のBBSの隠語について訪ねたとき、ギブスンは「『ニューロマンサー』を書いた時にはそれほどPCに触れていなかった」と答えたが、BBSのコミュニティとも重複するサイエンスフィクションのコミュニティには精通しているとも同様に、小説の中には登場するが、コンピューターゲームで遊んでもいなかった。ギブスンは『ニューロマンサー』を、ギブスンいわく「ヘミングウェイが野外で使用したであろう種類」の1927年製でオリーブ・グリーンのエルメス・ポータブル・タイプライターで書いた
。1988年までに、ギブスンは執筆にApple IIcとAppleWorksをモデム（「私は本当に何も使っていません」）とともにを使用していたが、通信することで執筆から気をそらされるのを避けたいと言う理由から、1996年になるまでは電子メールアドレスを持っていなかった。ギブスンが初めてWebサイトにアクセスしたのは、『あいどる』執筆中にWeb開発者がギブスンのためにサイト構築したときだった。2007年に「2005年のPowerBook G4、ギガのメモリー、ワイヤレスルーターを持っている。それだけ。私は一般的にはアーリーアダプターではない。実際、私はコンピューター自体にあまり興味を持ったことはない。コンピューターを見ないで、人々がその周りでどのように振る舞うのかを見ている。すべてのものが「その周り」にあるので、そうするのはますます難しくなっている」と語っている。

## 代表的な作品
| 〈電脳空間〉三部作（別名：〈スプロール〉三部作、「クローム襲撃」「記憶屋ジョニイ」を合わせて「〈スプロール〉シリーズ」）。2011年現在『ニューロマンサー』以外は絶版。 - Neuromancer (1984)：1984年ネビュラ賞、フィリップ・K・ディック賞、1985年ヒューゴー賞受賞、ローカス賞ノミネート - 『ニューロマンサー』：黒丸尚訳、早川書房〈ハヤカワ文庫SF〉、1986年 - Count Zero (1986)：1986年ネビュラ賞、1987年ヒューゴー賞、ローカス賞ノミネート - 『カウント・ゼロ』：黒丸尚訳、早川書房〈ハヤカワ文庫SF〉、1987年 - Mona Lisa Overdrive (1988)：1988年ネビュラ賞、1989年ヒューゴー賞、ローカス賞ノミネート - 『モナリザ・オーヴァドライヴ』：黒丸尚訳、早川書房〈ハヤカワ文庫SF〉、1989年 - The Difference Engine (1990)：ブルース・スターリングと共著 - 『ディファレンス・エンジン』：黒丸尚訳、角川書店、1991年 - 角川書店〈角川文庫〉、2分冊、1993年 - 早川書房〈ハヤカワ文庫SF〉、2分冊、2008年 〈橋〉三部作（別名：〈橋上空間〉三部作） - Virtual Light (1993)：1994年ヒューゴー賞、ローカス賞ノミネート - 『ヴァーチャル・ライト』：浅倉久志訳、角川書店、1994年 - 角川書店〈角川文庫〉、1999年 - Idoru (1996)：1997年ローカス賞ノミネート - 『あいどる』：浅倉久志訳、角川書店、1997年 - 角川書店〈角川文庫〉、2000年 - All Tomorrow's Parties (1999) - 『フューチャーマチック』：浅倉久志訳、角川書店、2000年 〈ビゲンド〉三部作（別名：〈ブルー・アント〉三部作）Blue Ant trilogy (Hubertus Bigend): - Pattern Recognition (2003) - 『パターン・レコグニション』：浅倉久志訳、角川書店、2004年 - Spook Country (2007) - 『スプーク・カントリー』：浅倉久志訳、早川書房〈海外SFノヴェルズ〉、2008年 - Zero History (2010) 〈ジャックポット〉三部作 - The Peripheral (2014) - Agency (2020) - Jackpot (刊行予定) | - Archangel (2016-2017) (グラフィックノベル) - Alien 3 (2018-2019) (グラフィックノベル) - Alien III (2019) (オーディオドラマ) - Burning Chrome (1986) - 『クローム襲撃』：浅倉久志・他訳、早川書房〈ハヤカワ文庫SF〉、1987年 - 序文／ブルース・スターリング - 記憶屋ジョニイ (Johnny Mnemonic) - ガーンズバック連続体 (The Gernsback Continuum) - ホログラム薔薇のかけら (Fragments of a Hologram Rose): ギブスンのデビュー作 - ふさわしい連中 (The Belonging Kind): ジョン・シャーリイとの共著 - 辺境 (Hinterlands) - 赤い星、冬の軌道 (Red Star, Winter Orbit): ブルース・スターリングとの共著 - ニュー・ローズ・ホテル (New Rose Hotel) - 冬のマーケット (The Winter Market) - ドッグファイト (Dogfight): マイクル・スワンウィックとの共著 - クローム襲撃 (Burning Chrome) - Skinner's Room (1990)：後に『ヴァーチャル・ライト』に発展する短篇 - 「スキナーの部屋」：浅倉久志訳、巽孝之編「この不思議な地球で 世紀末SF傑作選」所収、紀伊之國屋書店、1996年 - Thirteen Views of a Cardboard City (1997) - 「ダンボール都市13景」：白石朗訳『現代作家ガイド 3──ウィリアム・ギブスン』巽孝之編、彩流社（1997）に収録 - Agrippa (A Book of the Dead) (1992) - 芸術家デニス・アッシュボウとの共作から生まれた、ギブスンの自伝的テクストとアーティスト・ブック - Distrust That Particular Flavor (2012) - "Disneyland with the Death Penalty" - 1993年の Wired誌の記事 |

### その他
- ブルース・スターリング『蝉の女王』ハヤカワ文庫SF、1989年：序文
- The Beloved (Voices for Three Heads) in ARTRANDOM Robert Longo 京都書院、1991年：詩
  - 愛する人(みっつの頭のための声)：黒丸尚訳、上記書籍に併録
- Johnny Mnemonic (1995)：映画「JM」の脚本と短篇「Johnny Mnemonic」を収録
  - 『JMハンドブック』：ギャガコミュニケーションズ、1995年
- YMO『テクノドン』1993年：Floating Awayの作詞と朗読を担当
- 現代作家ガイド3「ウィリアム・ギブスン」巽孝之編、彩流社、1997年：インタビューや、短篇「ダンボール都市13景」を収録
- Larry and Andy Wachowski Matrix - The Shooting Script (2001)：序文
  - 映画『マトリックス』のパンフレットにも収録されている
- Distrust That Particular Flavor

### 映像化された作品
- Johnny Mnemonic (1995)：日本版タイトル「JM」
  - ギブスンは脚本を担当。ローテックたちの住処として「橋」が描かれること、現実のテクノロジーから類推可能なバーチャルリアリティ技術が使われるなど、同時期の長編小説『バーチャル・ライト』からの影響が見られる
  - ノベライズに Terry Bisson Johnny Mnemonic(1995)（テリー・ビッスン「JM」嶋田洋一訳、角川文庫、1995）がある
- New Rose Hotel (1998) - ニューローズホテル
  - 天野喜孝がヒロシとして、坂本龍一がホサカの重役として登場する
- The Peripheral (2022) - 日本語タイトル「ペリフェラル ～接続された未来～」
  - 2022年、Amazon Prime Videoで配信された。

## メディアへの出演
- William Gibson - No Maps for These Territories (2000)：ギブスンへのインタビューを収録したドキュメンタリー。1999年撮影[167]
  - 日本版『No Maps ウイリアム・ギブスンとの対話』2005年
- Making of 'Johnny Mnemonic' (1995) [168]
- Cyberpunk (1990) [169]